# Haloamina
Haloaminas são compostos orgânicos aminas nas quais há um halogênio ligado ao nitrogênio do radical amina.
Um exemplo é a N-clorosuccinimida, C4H4ClNO2., também uma amida.